# Carmen (Bohol)
Carmen is een gemeente in de Filipijnse provincie Bohol op het gelijknamige eiland. Bij de census van 2015 telde de gemeente ruim 46 duizend inwoners.

## Geografie

### Bestuurlijke indeling
Carmen is onderverdeeld in de volgende 29 barangays:
| - Alegria - Bicao - Buenavista - Buenos Aires - Calatrava - El Progreso - El Salvador - Guadalupe - Katipunan - La Libertad - La Paz - La Salvacion - La Victoria - Matin-ao - Montehermoso | - Montesuerte - Montesunting - Montevideo - Nueva Fuerza - Nueva Vida Este - Nueva Vida Sur - Nueva Vida Norte - Poblacion Norte - Poblacion Sur - Tambo-an - Vallehermoso - Villaflor - Villafuerte - Villarcayo |

## Demografie
Carmen had bij de census van 2015 een inwoneraantal van 46.306 mensen. Dit waren 2.727 mensen (6,3%) meer dan bij de vorige census van 2010. Ten opzichte van de census van 2000 was het aantal inwoners gegroeid met 5.593 mensen (13,7%). De gemiddelde jaarlijkse groei in die periode kwam daarmee uit op 0,85%, hetgeen lager was dan het landelijk jaarlijks gemiddelde over deze periode (1,84%).

De bevolkingsdichtheid van Carmen was ten tijde van de laatste census, met 46.306 inwoners op 239,45 km², 193,4 mensen per km².
|  |  |